# Liste der Naturdenkmale in Gumtow
Die Liste der Naturdenkmale in Gumtow nennt die Naturdenkmale in Gumtow im Landkreis Prignitz in Brandenburg.
In den Spalten befinden sich folgende Informationen:
- Nr.: Identifizierungsnummer nach veröffentlichter Liste. Sie wird von der unteren Naturschutzbehörde des Landkreises oder der kreisfreien Stadt vergeben. Wenn sie bekannt ist, wird sie angegeben. In dieser Spalte kann sich zusätzlich das Wort Wikidata befinden, der entsprechende Link führt zu Angaben zu diesem Naturdenkmal bei Wikidata.
- Bezeichnung: Benennung des Naturdenkmals, in der Regel wird bei Bäume die Baumart genannt. Bekannte Eigennamen werden mit angegeben.
- Gemarkung: Ort oder Gemarkung, in der sich das Naturdenkmal befindet
- Lage: Nennt die Lage des Naturdenkmals im jeweiligen Ortsteil und die geografischen Koordinaten des Naturdenkmals. Link zu einem Kartenansichtstool, um Koordinaten zu setzen. In der Kartenansicht sind Naturdenkmale ohne Koordinaten mit einem roten beziehungsweise orangen Marker dargestellt und können in der Karte gesetzt werden. Denkmale ohne Bild sind mit einem blauen bzw. roten Marker gekennzeichnet, Denkmale mit Bild mit einem grünen beziehungsweise orangen Marker.
- Beschreibung: die Beschreibung des Naturdenkmales
- Schutzzweck: Erläutert den Grund der Unterschutzstellung
- Bild: Zeigt ein Bild des Naturdenkmales und gegebenenfalls ein Link zu weiteren Fotos im Medienarchiv Wikimedia Commons

## Gumtow
| Bild                                    | Bezeichnung           | Lage | Beschreibung | Schutzzweck                                                                        | Nummer |
| --------------------------------------- | --------------------- | --- | ------------ | ---------------------------------------------------------------------------------- | ------ |
| Fotos hochladen                         | Eibe (Taxus baccata)  | Dannenwalde, Am Westgiebel der Kirche in Dannenwalde; Flur 5, Flurstück 28 (53° 1′ 37,4″ N, 12° 14′ 28,9″ O)                                                            |              | Erhaltung und Pflege des sehr alten, den Standort prägenden Baumes                 | 1      |
| BW                                      | Eiche (Quercus robur) | Dannenwalde, Garten hinter dem Grundstück Dannenwalder Dorfstraße 55 (ehemals Dorfstraße 49b) in Dannenwalde; Flur 5, Flurstück 147/2 (53° 1′ 29,7″ N, 12° 14′ 31,5″ O) |              | Erhaltung und Pflege einer sehr alten, mächtigen und umfeldbestimmenden Eiche      | 2      |
| BW                                      | Eiche (Quercus robur) | Dannenwalde, Im Ortsteil Friedheim, am Weg von Dannenwalde nach Krams; Flur 1, Flurstück 21, vor Friedheimer Straße 16 (53° 1′ 16,3″ N, 12° 12′ 3,1″ O)                 |              | Erhaltung und Pflege des alten, landschaftsprägenden Baumes                        | 3      |
| Direkt Bild zu diesem Denkmal hochladen | Eiche (Quercus robur) | Kolrep, Dorfmitte Kolrep, auf einer Verkehrsinsel; Flur 4, Flurstück 60/4 ()                                                                                            |              | Erhaltung und Pflege des alten, das Ortsbild prägenden Baumes                      | 4      |
| Direkt Bild zu diesem Denkmal hochladen | Eiche (Quercus robur) | Kolrep, Am Lakeweg von Kolrep nach Dannenwalde, ca. 100 m südlich des Ortsausganges Kolrep; Flur 4, Flurstück 97/2 ()                                                   |              | Erhaltung und Pflege der landschaftsprägenden alten Eiche mit besonderer Wuchsform | 5      |
| BW                                      | Linde (Tilia cordata) | Brüsenhagen, Ortsmitte Brüsenhagen, in der Nähe des Glockenturmes; Flur 3, Flurstück 44 (53° 1′ 53,7″ N, 12° 18′ 59,5″ O)                                               |              | Erhaltung und Pflege einer sehr alten und mächtigen Linde, die das Umfeld bestimmt | 6      |
| BW                                      | Linde (Tilia cordata) | Görike, Dorfmitte von Görike, an der Kirche; Flur 2, Flurstück 28 (52° 56′ 38,5″ N, 12° 12′ 10,3″ O)                                                                    |              | Erhaltung und Pflege des sehr alten, das Ortsbild prägenden Baumes                 | 7      |